# Mal
Mal, noto anche come M=P.B. o Mal Ryder, pseudonimo di Paul Bradley Couling (Llanfrechfa, 27 febbraio 1944), è un cantante e attore britannico naturalizzato italiano.

## Biografia

### I primi passi in Gran Bretagna
Proveniente da una famiglia modesta, figlio di un muratore, ancora giovanissimo svolge diversi lavori, tra i quali il muratore e l'elettricista, oltre a quello di fattorino per la consegna domiciliare dei giornali.
Negli anni Sessanta, dopo aver cantato un brano di Gene Vincent al matrimonio della sorella, accompagnato da quello che sarebbe diventato il suo gruppo, i Meteors, inizia la carriera di cantante in madrepatria, con lo pseudonimo di Mal Ryder. Gli altri componenti del gruppo sono: Pete Goodwin alla chitarra ritmica, Larry Reddington alla batteria, Jimmy O'Donald alla chitarra solista e Malcom West al basso. Con loro effettua i primi spettacoli, basati su cover di rock'n'roll, a Oxford, dove nel frattempo si è trasferita la famiglia. Passa poi agli Spirits, coi quali riesce a ottenere un contratto con la Decca Records; la casa discografica punta però decisamente su di lui e i dischi escono, quindi, con la denominazione di Mal Ryder & The Spirits.
Dopo la pubblicazione dei sigoli Cry Baby e See the funny little clown, che non riscuotono il successo che la casa discografica si auspicava, Mal e il suo complesso passano alla Pye Records e pubblicano altri due 45 giri, Your Friend e Lonely Room, che fruttano al gruppo un tour di spettacoli per più di 6 mesi in Germania. Qui si esibiscono anche allo Star Club di Amburgo, allo Storyvill Club, circuito di Francoforte, Colonia e Duisburg, e per un mese al Big Ben Club di Wilhelmshaven.
Al ritorno gli Spirits si sciolgono, a causa della defezione del chitarrista che abbandona per potersi sposare. Mal viene contattato per formare un nuovo gruppo, The Primitives. Mal vi inserisce anche il suo batterista degli Spirits, Mick Charleton, il bassista Jay Roberts (celebre per il fatto di suonare il basso con tre corde) e il chitarrista Stuart Linnell, completando la formazione, con la quale incide un 45 giri sempre per la Pye: Every Minute of Every Day. Anche questo disco riscuote un successo modesto. Quando Stuart Linnell presenta le dimissioni, Mal lo sostituisce con Dave Sumner, conosciuto in Germania.
I Primitives fanno ritorno a Londra, dopo un tour di un mese in Norvegia. Durante un'esibizione in un locale di Soho,  sono presenti tra il pubblico Gianni Boncompagni e Alberigo Crocetta (quest'ultimo proprietario del Piper Club di Roma), e propongono loro una scrittura per alcuni spettacoli in Italia. Mick Charleton dà forfait e viene sostituito da Mal con un giovane batterista conosciuto in Galles, quel Pick Withers, che dieci anni dopo diverrà il batterista dei Dire Straits.

### Il successo in Italia

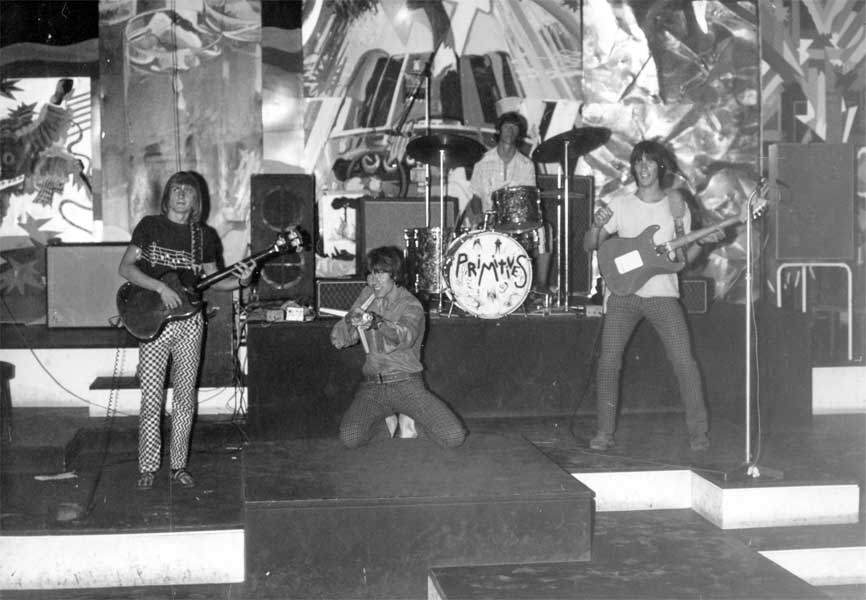
The Primitives al Piper nel 1966

Alla fine del 1965 hanno inizio i primi spettacoli al Piper di Roma, il locale più di tendenza in quegli anni per il beat italiano, dove si esibiscono anche altri artisti che riscuoteranno successo negli anni successivi, come Patty Pravo o un altro complesso sempre britannico, The Rokes. Il successo porta i Primitives a incidere un album per l'etichetta Piper Club (distribuita dalla ARC, casa discografica satellite della RCA), intitolato Blow Up, con alcune delle canzoni che suonano dal vivo, come la già citata Every Minute of Every Day, Gimme Some Lovin'  degli Spencer Davis Group, Standing in the Shadows of Love e due traduzioni di Luigi Tenco e Sergio Bardotti di Thunder'n Lightnin' (che diventa Johnny no) e di I Ain't Gonna Eat Out My Heart Anymore, che con il titolo di Yeeeeeeh! esce anche su 45 giri, riscuotendo un grande successo, bissato qualche mese dopo da L'incidente, inedita su LP.
Anche questa casa discografica punta maggiormente sul carismatico cantante, visto il seguito di cui gode nel pubblico, soprattutto femminile, e impone al gruppo di pubblicare dischi a nome di Mal dei Primitives; ciò marca di fatto l'inizio della carriera solista di Mal, anche se il gruppo continua ad accompagnarlo, soprattutto nelle esibizioni dal vivo.

### La carriera solista e quella di attore

Mal nel film Terzo canale (1970)

Il grande successo continua fino alla fine del decennio, con brani quali Bambolina (1967), Tu sei bella come sei (con cui partecipa al Festival di Sanremo nel 1969) e Occhi neri occhi neri (1970).
Del 1969 è anche la pubblicazione di Pensiero d'amore (cover di I've Gotta Get a Message to You dei Bee Gees), brano che raggiunge il primo posto della classifica nazionale, stazionandovi per ben quattro settimane, e ispirando il musicarello omonimo dello stesso anno, diretto da Mario Amendola, con Mal come protagonista.
Ciò segna anche l'inizio per Mal della nuova carriera di attore. Nel 1970 escono altre due pellicole dello stesso genere che ottengono buoni incassi, ovvero Lacrime d'amore (seguito del precedente) e Amore Formula 2 ancora dirette da Amendola.
Sull'onda del successo cinematografico, Mal viene anche scelto come protagonista per una serie di fotoromanzi, in riviste del settore come Sogno e Grand Hotel.
Non abbandona tuttavia la musica e partecipa a due edizioni consecutive del Festival di Sanremo. All'edizione del 1970 si presenta in coppia con Luciano Tajoli cantando Sole pioggia e vento, mentre all'edizione del 1971 lo fa con il complesso dei Nomadi, interpretando Non dimenticarti di me, scritta da Mogol e Mario Lavezzi. Nello stesso anno incide Ti porta via, canzone composta da Paolo Conte.
Nel 1972 tiene una serie di concerti a Las Vegas in cui è accompagnato dai Cyan Three, il gruppo supporto di Patty Pravo.
Dopo alcuni singoli in inglese di scarso esito commerciale, ritorna in cima alle hit parade nel 1975 con una versione in chiave moderna della celebre canzone di Vittorio De Sica, Parlami d'amore Mariù, impiegata come sigla di una rassegna televisiva di film del regista romano. Nel 1977 ottiene un successo ancora più grande (un milione e mezzo di dischi venduti) con Furia, sigla dell'omonima serie di telefilm con protagonista il "cavallo del West". A questa fanno seguito altre sigle per bambini legate ad altre trasmissioni a cui lo stesso Mal prende parte: tra queste il "sequel" Furia soldato, Mackintosh e Uomo squalo, e in ultimo della trasmissione per ragazzi Il dirigibile, condotta dallo stesso Mal assieme a Maria Giovanna Elmi.

### Il lungo declino
«Furia mi ha rovinato la vita!» dirà Mal qualche anno più tardi: il cantante gallese non riesce a scrollarsi di dosso la nuova etichetta di cantante per bambini.
Nel 1977 a Mal viene proposto il brano Bella da morire per partecipare al Festival di Sanremo, ma i suoi produttori discografici lo convincono a non prendere in considerazione la canzone che poi vincerà la manifestazione canora nell'esecuzione degli Homo Sapiens: infatti il progetto intrapreso era troppo vantaggioso per rinunciarvi (1 600 000 copie di dischi venduti in poche settimane), quindi gli viene consigliato di continuare col filone delle canzoni per bambini.
Successivamente prosegue la carriera incidendo un nuovo disco in inglese col suo vero nome Paul Bradley, con pochi risultati di vendita, eccettuata l'hit Let It Be Love del 1981, che raggiunge una buona posizione nella Hit Parade. Anche una nuova partecipazione al Festival di Sanremo del 1982 con Sei la mia donna non riscuote il risultato sperato e Mal presto smette di incidere dischi con canzoni inedite. Continua però con i concerti, specialmente nei mesi estivi, riproponendo le canzoni degli anni sessanta.

### Anni duemila

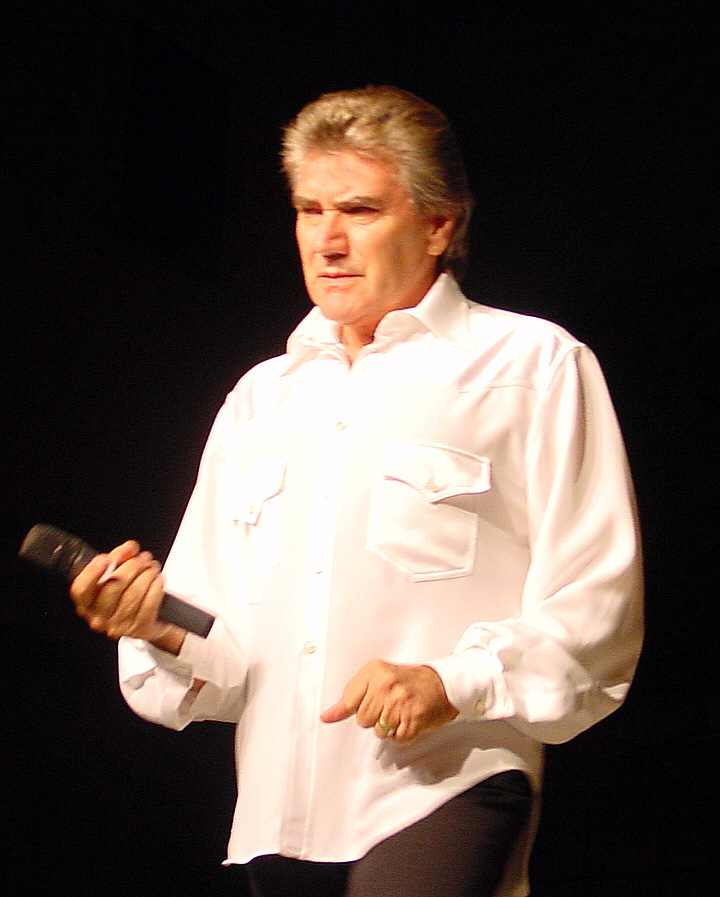
Mal durante un concerto del 2005

Nel 1997, 1998 e 1999 Mal torna al successo, anche come attore nella versione italiana del musical Grease, interpretato insieme a Lorella Cuccarini. Torna inoltre in televisione, come ospite fisso del programma L'ultimo valzer con Fabio Fazio e Claudio Baglioni, in cui impersona il computer MAL 9000, parodia di HAL 9000 di 2001: Odissea nello spazio.
Nel 2005 partecipa al reality show di Canale 5 La fattoria, dove riscuote un buon successo personale arrivando secondo, dietro a Raffaello Tonon, con il 21% dei voti. Nello stesso anno partecipa alla Premiata Teleditta 3, nella parodia di Top of the Pops interpretando il suo brano Furia in versione punk e orientale.
Il 27 febbraio 2009 esce Attimi, album composto da nuove 11 canzoni. L'album viene pubblicato dalla Maia Records di Genova, distribuito in Italia da Self Distribuzione e viene scritto, composto, arrangiato e prodotto, da Verdiano Vera, Giacomo Caliolo e Stefano Palumbo. I testi di Verdiano Vera sono il frutto di uno scambio di lettere tra Mal e Linda Cavallero, moglie di Verdiano Vera, e raccontano la storia d'amore tra Verdiano e Linda.

### Anni duemiladieci
Dal 2010 Mal porta in giro per l'Italia il suo nuovo spettacolo Attimi Tour e continuando a interpretare vecchi successi e nuovi brani.
Il 16 maggio 2014 Mal ritira a Genova presso il FIM, la Fiera Internazionale della Musica, il FIM Award - Premio Italia alla Carriera assegnato da CAPAM, Commissione Artistica per la Promozione dell'Arte e della Musica, consegnatogli da Verdiano Vera, patron della manifestazione. Durante l'evento si esibisce interpretando i suoi successi e ottenendo un ottimo consenso da parte di un folto pubblico che lo acclama. Nel 2015 è narratore di una puntata del programma Techetechete'.
Il 7 aprile 2017 pubblica il nuovo singolo in formato digitale, Benjamin (Il nipote di Furia) su etichetta Fucsia Snc Edizioni Musicali. il 4 maggio dello stesso anno pubblica il nuovo album La donna che c'è in te, per i 50 anni di carriera una produzione di Dino Angelini per Buena Suerte Records Milano.
Nel 2019 pubblica Grazie piper! accompagnato da un videoclip girato interamente all'interno dello storico locale romano Piper Club, diretto del regista Michele Vitiello.
Il 14 gennaio e il 4 febbraio 2024 partecipa con altri artisti a Domenica in condotto da Mara Venier nel segmento del programma dedicato ai vecchi Festival di Sanremo.

## Vita privata
Nel 1966 ha avuto una relazione di circa un anno con l'attrice Linda Veras. Al 1969 risale la vicenda della sua relazione con l'attrice e fotomodella diciannovenne Patrizia Viotti, che sostenne di aspettare un figlio dall'artista gallese. La vicenda è sfociata in un lungo procedimento giudiziario, in seguito alla denuncia dei genitori della ragazza per sottrazione di minore, poi conclusasi con l'assoluzione del cantante. Dopo alcuni flirt, tra cui uno con Dori Ghezzi, ha avuto relazioni con l'attrice francese Pascale Petit, l'attrice tedesca Dorit Henke e infine, dal 1974, una lunga relazione durata 13 anni con la cantante Marina Marfoglia.
Nel 1989, durante uno spettacolo a Treviso, ha conosciuto Renata, che all'epoca aveva 21 anni: dopo avergli chiesto di cantare Furia, la ragazza era salita sul palco a cantarla assieme a lui. Al ritorno di Mal in Veneto i due si sono incontrati nuovamente, dando quindi inizio alla loro relazione. Mal e la sua compagna vivono in una villa a pochi chilometri da Pordenone, coi loro due figli: Kevin Paul (nato il 22 luglio 1998) e Karen Art.
Nel 1989 Mal ha ottenuto la cittadinanza italiana.

## Discografia

### Discografia con Mal Ryder & The Spirits

#### Singoli
- 1962 - Heaven's Door/Isis
- 1963 - Cry Baby/Take Over
- 1964 - See the Funny, Little Clown/Slow Down
- 1964 - Your Friend/Forget It
- 1965 - Lonely Room/Tell Your Friend

### Discografia con The Primitives

#### Album
- 1967 - Blow-Up

#### Raccolte
- 1987 - Mr Heartache
- 2001 - Maladjusted

#### EP
- 1966 - Ho Mary

#### Singoli
- 1965 - Pirulin Pirulà (con Alphataurus)
- 1965 - Every Minute of Every Day/Pretty Little Face
- 1966 - Oh Mary/I Don't Feel Myself
- 1966 - Yeeeeeeh!/L'ombra di nessuno
- 1967 - L'incidente/Johnny no!

### Discografia solista

#### Album
- 1967 - Sua eccellenza Mal dei Primitives (come Mal dei Primitives)
- 1969 - Mal dei Primitives (come Mal dei Primitives)
- 1970 - Mal
- 1971 - Mal
- 1973 - Wer liebt ist nie allein
- 1975 - Parlami d'amore
- 1976 - Chiudi gli occhi e ascoltami
- 1977 - Le canzoni di Furia
- 1979 - Uomo squalo ed altre storie
- 1980 - Mal
- 1981 - Silhouette (come Paul Bradley)
- 1991 - Yeeeah
- 1994 - Via con te
- 1996 - Quella luce negli occhi
- 2000 - Cerco amore
- 2005 - Pensiero d'amore (con i Senza Respiro)
- 2006 - Pop Christmas With Mal
- 2006 - Il ritorno di Furia
- 2007 - Romantica (con Éva Henger)
- 2009 - Attimi
- 2009 - Quante volte
- 2012 - Mal
- 2013 - La musica del cuore
- 2017 - La donna che c'è in te
- 2019 - Grazie Piper
- 2024 - I'm still singing

#### Raccolte
- 1976 - I successi di Mal
- 1992 - I grandi successi di Mal
- 1996 - Il meglio di Mal
- 1996 - I successi
- 1997 - I successi di Mal
- 1998 - I grandi successi di Mal
- 1998 - Gli anni d'oro
- 1999 - I grandi successi di Mal vol.1
- 1999 - I grandi successi di Mal vol.2
- 2000 - Cantaitalia
- 2000 - Mal le più belle canzoni
- 2000 - Musica per sempre vol. 5
- 2000 - Sono io
- 2002 - Flashback
- 2002 - I grandi successi originali
- 2005 - Il meglio di Mal
- 2009 - Collection
- 2012 - I grandi successi

#### Singoli
- 1967 - Bambolina/Vite vendute (come Mal & i Primitives)
- 1968 - Betty Blu/Una volta nella vita (come Mal dei Primitives)
- 1969 - Tu sei bella come sei/Tu sei una donna ormai (come Mal dei Primitives)
- 1969 - Pensiero d'amore/Non c'è ragione (come Mal dei Primitives)
- 1970 - Occhi neri, occhi neri/Hey dove sei (come Mal dei Primitives)
- 1970 - Sole pioggia e vento/Guardo te, vedo lei
- 1970 - Vite vendute/Sei lontana (split con i Four Kents)
- 1970 - Treno che corri/Ciao felicità
- 1970 - Da lei/Oggi mi apri le braccia
- 1971 - Non dimenticarti di me/Love peace music
- 1971 - He's Gonna Step On You Again/Ti porta via
- 1971 - Mighty Mighty and Roly Poly/Nowhere Left To Play
- 1972 - Allem Menschen Brauchen Liebe/Oh Susanna (Ich hab' dich Lieb)
- 1972 - Wer Liebt ist nie Allein/Weit ist weg nach Jerusalem
- 1974 - Crazy Kings/Love Collector
- 1975 - Parlami d'amore Mariù/Oh piccolina
- 1975 - Tu che m'hai preso il cuor/Pensiero d'amore
- 1976 - Dolcemente tu/Non arrossire
- 1976 - Se devo vivere/Una malattia
- 1977 - Gelosia/Come stai
- 1977 - Furia/Furia (versione orchestrale Papero Quack) (split con Orchestra Guido E Maurizio De Angelis)
- 1977 - Penne colorate/Furia soldato
- 1978 - Furia soldato/Furia e la bella Marilù
- 1978 - Mackintosh/Piccole cose
- 1978 - Uomo Squalo/Sul dirigibile
- 1979 - Male d'anima/Pensiero d'amore (Reggae)
- 1979 - Solamente tu/Furia
- 1980 - I'll Never Be The One/Silhouette (come Paul Bradley)
- 1980 - Let It Be Love/Sunday (come Paul Bradley)
- 1982 - Sei la mia donna/Don't Save Your Love
- 1984 - Coming Home/Secrets
- 1985 - Cooperation/Why Not Co-operation? (come M=P.B.)
- 1986 - Always Find Me Waiting/Una volta nella vita (come Paul Bradley)
- 2015 - Nel mare della musica
- 2017 - La donna che c'è in te
- 2019 - Grazie Piper
- 2024 - I'm still singing

#### Partecipazioni
- 1996 - AA.VV. Grease il musical
- 2007 - MDP Mal De Panza
- 2017 - Assist: Bionda Attitudine
- 2019 - Furia cavallo del Nord

## Filmografia
- I ragazzi di Bandiera Gialla, regia di Mariano Laurenti (1967)
- Pensiero d'amore, regia di Mario Amendola (1969)
- Amore Formula 2, regia di Mario Amendola (1970)
- Lacrime d'amore, regia di Mario Amendola (1970)
- Terzo Canale - Avventura a Montecarlo, regia di Giulio Paradisi (1970)

## Televisione
- L'ultimo valzer (Rai 2, 1999) Ospite fisso
- La Fattoria 2 (Canale 5, 2005) Concorrente
- Il Cantante Mascherato 4 (Rai 1, 2023) Concorrente

## Riconoscimenti
- 2014 – FIM Award
  - Premio Italia alla Carriera
- 2015 – Comune di Pordenone
  - Amico di Pordenone[14]